# Ação da Cidadania contra a Fome, a Miséria e pela Vida
Ação da Cidadania contra a Fome, a Miséria e pela Vida é uma organização não-governamental do Brasil.
Foi fundada pelo sociólogo Herbert de Souza, o Betinho, a partir do Movimento pela Ética na Política. Em 1993, ele  lançou o programa Ação da Cidadania, tendo como objetivo a mobilização de todos os segmentos da sociedade brasileira na busca de soluções para as questões da fome e da miséria. Desde 1993, a Ação da Cidadania trabalha para estimular a participação cidadã na construção e melhoria das políticas públicas sociais.
O movimento atua através de comitês locais: cidadãos solidários que se mobilizam para por toda a nação. Todos os estados brasileiros têm comitês regionais da Ação da Cidadania e promovem ações conjuntas integradas pela coordenação nacional, com sede no Rio de Janeiro. Os comitês locais atuam junto às famílias, promovendo ações assistenciais e  hoje mobilização das comunidades na luta pela conquista dos direitos sociais. Formados por voluntários, os comitês promovem, individualmente e por iniciativas próprias, projetos nas mais diversas áreas, como a doação de alimentos, a geração de emprego e renda, educação, creches, esporte e lazer, arte e cultura, saúde, assistência à população de rua e outras.
Todos os estados participam da Campanha e organizam suas atividades, definidas em fórum nacional, em seus estados. Os fóruns de debate da Ação da Cidadania são realizados periodicamente visando a formulação de diretrizes e o planejamento das ações da entidade. Nesses fóruns reúnem-se personalidades da sociedade civil, líderes comunitários, coordenadores da Ação da Cidadania dos estados, representantes de movimentos sociais, ONGs, universidades e do poder público.
Além disso, desde 2006 a campanha "Natal sem Fome dos Sonhos" passou a arrecadar brinquedos e livros: (1º) para denunciar as violações dos direitos sociais de lazer e educação de crianças e adolescentes; e (2º) anunciar o acesso aos livros dentro das comunidades através do programa "Espaço de Leitura", que vai criar mais de 1.000 bibliotecas móveis no estado do Rio de Janeiro e outras 1.000 pelo Brasil[carece de fontes?]. Com a inauguração do Centro Cultural da Ação da Cidadania, no bairro da Saúde (Zona Portuária da cidade do Rio de Janeiro), em maio de 2007, a solidariedade consciente ganhou mais um espaço onde o povo começa a mudar o mundo pela cultura e a cultura continua mudando nossas vidas pela cidadania.
A Ação da Cidadania continua acreditando que "só a participação cidadã é capaz de mudar esse país" (Betinho) e que "a comida alimenta, mas só a educação e a cultura transformam e libertam" (Maurício Andrade), porque "se em 1993 existiam 32 milhões de miseráveis e nos unimos para lutar contra a desigualdade, em 2007 existem 32 milhões de analfabetos funcionais e precisamos nos (re) unir para lutar por uma nova igualdade."
Em 2003, a organização recebeu do governo federal o antigo Armazém Docas Dom Pedro II, na Zona Portuária do Rio de Janeiro. O galpão foi reformado e nele passou a funcionar o Centro Cultural da Ação da Cidadania.

Segurança Alimentar e Combate à Fome
O coração do trabalho da Ação da Cidadania é o combate à fome e a miséria. Idealizado pelo nosso fundador, Herbert de Souza, o Betinho, temos isso como principal objetivo. A Ação apoia projetos nas áreas de agricultura familiar, segurança alimentar, luta por políticas públicas de combate à fome e ações diretas para redução da fome e miséria nas comunidades em que atua, através de sua extensa rede de comitês comunitários. 
Num contexto catastrófico de mais de 80 milhões de brasileiros em algum grau de insegurança alimentar, mais de 10 milhões de pessoas passando fome no Brasil e tendo em vista as eleições municipais deste ano, a Ação da Cidadania criou a AGENDA BETINHO 2020. Com 40 propostas, o documento visa garantir, desenvolver e fortalecer políticas públicas municipais de Segurança Alimentar e Nutricional no país. 
A AGENDA BETINHO 2020 é direcionada para as candidaturas, eleitores, equipes técnicas das gestões públicas municipais, rede de Comitês da Ação da Cidadania e sociedade civil organizada (CONSEAS, coletivos, movimentos sociais, ONGs, instituições religiosas, associações de moradores, cooperativas e sindicatos).

Natal Sem Fome
Já tendo alimentado mais de 21 milhões de pessoas em todo o país, o Natal Sem Fome é uma campanha que busca alimentar famílias na época do Natal, mobilizar a sociedade civil para a solidariedade e, principalmente, conscientizar a sociedade e governos sobre a questão do combate à fome e realidade dela no Brasil.

Brasil Sem Fome
Impactada pelo aumento da extrema pobreza no país, a Ação da Cidadania junto com sua grande rede de comitês e voluntários, distribuídos nos 26 estados + DF, convocou mais uma vez a sociedade civil e o setor privado para levar alimentos aos mais atingidos pela crise da pandemia da Covid-19 e pelo fim do auxílio emergencial. A campanha arrecadou mais de R$98 milhões, distribuiu mais de 19 milhões de quilos de alimentos e alcançou mais de 7,8 milhões de pessoas em todo o Brasil

Apoio Comunitário
A Ação da Cidadania desenvolve e apoia ações com suas lideranças comunitárias em mais de 250 comitês comunitários no Rio de Janeiro e mais de 1.000 espalhados por todo o país atingindo mais de 100.000 pessoas diretamente através da sua rede de comitês estaduais presentes em 20 estados.

Projetos Culturais
A Ação da Cidadania desenvolve diversas ações na área cultural, como escola de circo, laboratório audiovisual, espetáculos musicais e de teatro e artes populares, sempre procurando dar oportunidades para que jovens das comunidades em que atua possam ser os protagonistas de seus projetos.

Empreendedorismo e Formação
Oferecer oportunidades para que jovens possam ter o protagonismo em suas vidas, seja como empreendedor, liderança ou protagonista em sua área de atuação. Editais e projetos que incentivam pequenas ações que desenvolvem as comunidades e geram emprego e renda, como o Territórios em Ação.